# Moritz Trompertz
Moritz Trompertz (21 de setembro de 1995) é um jogador de hóquei sobre a grama alemão, medalhista olímpico

## Carreira
Moritz Trompertz integrou o elenco da Seleção Alemã de Hóquei Sobre Grama, nas Olimpíadas de 2016, conquistando a medalha de bronze.